# Фінал Кубка європейських чемпіонів 1967
Фінал Кубка європейських чемпіонів 1967 — фінальний матч розіграшу Кубка європейських чемпіонів сезону 1966—1967 років, у якому зустрілися шотландський «Селтік» та італійське «Інтернаціонале». Матч відбувся 25 травня 1967 року на «Національному стадіоні» у Лісабоні. Перемогу з рахунком 2:1 здобув «Селтік».

## Шлях до фіналу
| Селтік        | Селтік               | Селтік   | Селтік   | Раунд        | Інтернаціонале   | Інтернаціонале       | Інтернаціонале | Інтернаціонале |
| ------------- | -------------------- | -------- | -------- | ------------ | ---------------- | -------------------- | -------------- | -------------- |
| Суперник      | За сумою двох матчів | 1-й матч | 2-й матч |              | Суперник         | За сумою двох матчів | 1-й матч       | 2-й матч       |
| Цюрих         | 5–0                  | 2–0 (Д)  | 3–0 (Г)  | Перший раунд | Торпедо (Москва) | 1–0                  | 1–0 (Д)        | 0–0 (Г)        |
| Нант          | 6–2                  | 3–1 (Г)  | 3–1 (Д)  | Другий раунд | Вашаш            | 4–1                  | 2–0 (Д)        | 2–1 (Г)        |
| Воєводина     | 2–1                  | 0–1 (Г)  | 2–0 (Д)  | 1/4 фіналу   | Реал Мадрид      | 3–0                  | 1–0 (Д)        | 2–0 (Г)        |
| Дукла (Прага) | 3–1                  | 3–1 (Д)  | 0–0 (Г)  | 1/2 фіналу   | ЦСКА-ЧЗ (Софія)  | 2–2 1:0              | 1–1 (Д)        | 1–1 (Г)        |

## Деталі матчу
| 25 травня 1967 |

| Селтік                  | 2:1 | Інтернаціонале    |
| ----------------------- | --- | ----------------- |
| Геммелл 63' Чалмерс 85' |     | Маццола 8' (пен.) |

| Національний стадіон, Лісабон Глядачів: 45 000 Арбітр: Курт Ченшер |

| Селтік | Інтернаціонале |

|                  |  |                   |  |
|                  |  |                   |  |
| В                |  | Ронні Сімпсон     |  |
| З                |  | Джим Крейг        |  |
| З                |  | Джон Кларк        |  |
| З                |  | Томмі Геммелл     |  |
| З                |  | Біллі Макнілл (к) |  |
| ПЗ               |  | Боббі Мердок      |  |
| ПЗ               |  | Берті Олд         |  |
| Н                |  | Джиммі Джонстон   |  |
| Н                |  | Віллі Воллес      |  |
| Н                |  | Стіві Чалмерс     |  |
| Н                |  | Боббі Леннокс     |  |
| Головний тренер: |  |                   |  |
| Джок Стін        |  |                   |  |

|                  |  |                   |  |
| В                |  | Джуліано Сарті    |  |
| З                |  | Тарчізіо Бурньїч  |  |
| З                |  | Джачінто Факкетті |  |
| З                |  | Арістіде Гварнері |  |
| З                |  | Армандо Піккі (к) |  |
| ПЗ               |  | Джанфранко Бедін  |  |
| ПЗ               |  | Сандро Маццола    |  |
| ПЗ               |  | Мауро Бічіклі     |  |
| Н                |  | Маріо Корсо       |  |
| Н                |  | Анджело Доменгіні |  |
| Н                |  | Ренато Каппелліні |  |
| Головний тренер: |  |                   |  |
| Еленіо Еррера    |  |                   |  |